# Транспорт на Шри-Ланке

## Железные дороги
Железные дороги Шри-Ланки состоят из междугородней сети и пригородной системы, обслуживающей столицу страны. Sri Lanka Railways — государственная транспортная компания начала свою работу в 1864 году с постройкой дороги из Коломбо в Амбепусса (54 км к востоку).
На сегодняшний день сеть железных дорог в Шри-Ланке составляет 1508 км с колеёй 1676 мм. Многие маршруты, особенно главное направление (Main Line), считаются одними из самых живописных в мире.

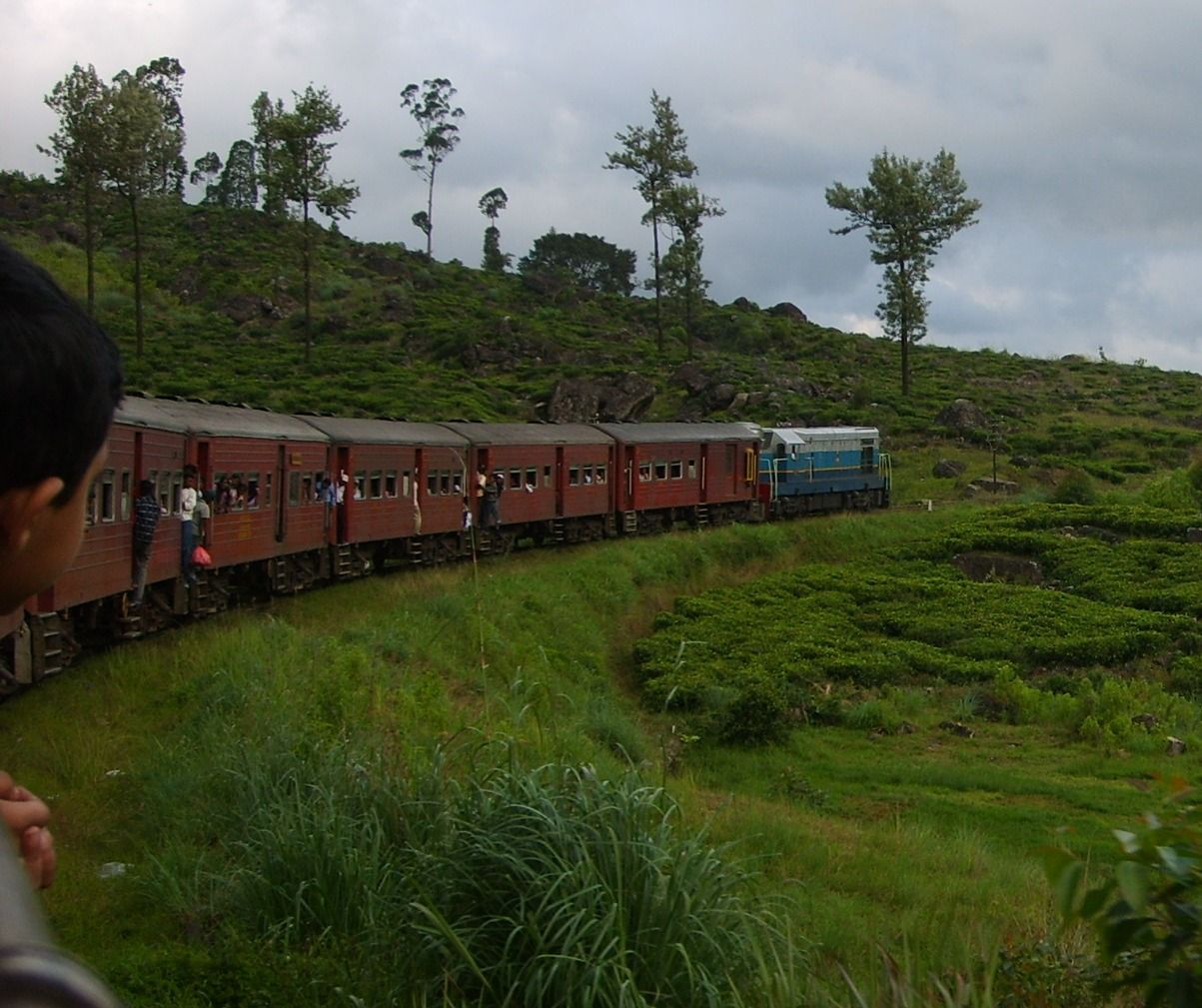
Главное направление

### История
Изначально железные дороги строились здесь для доставки чая и кофе из внутренних горных районов страны в Коломбо на экспорт. Долгие годы перевозки именно этих товаров служили главным источником дохода системы, однако со временем население территории росло и в 1960-е годы пассажирооборот догнал грузоперевозки по количеству дохода. Сейчас железные дороги занимаются в основном перевозками пассажиров и уменьшают перегруженность автомобильных дорог.

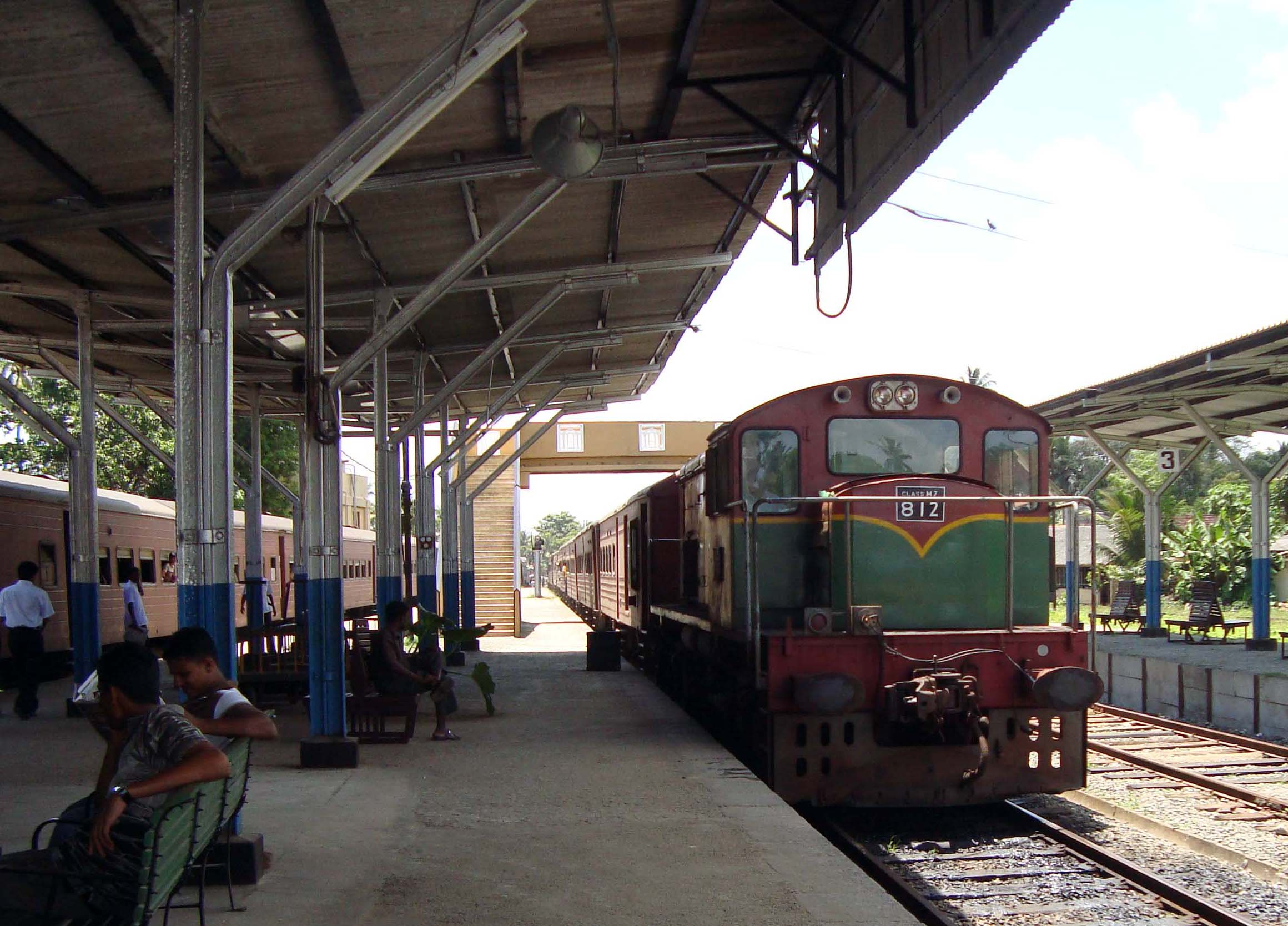
Вокзал Матара, Прибрежная линия

Первый поезд прошёл 27 декабря 1864 года, а движение по линии было официально открыто 2 октября 1865 года. Линия строилась этапами, соединяя: Канди (1867 год), Навалапитийя (1874 год), Нану-Ойя (1885 год), Бандаравела (1894 год) и Бандулла (1924 г.)
Другие ветви были завершены: линия Матале (1880 год), Прибрежная линия (1895 год), Северная линия (1905 год), линия Маннар (1914 год), линия Долина Келани (1919 год), линия Путталам (1926 год) и линии Баттикалоа и Тринкомалее (1928 год)

## Автомобильные дороги
На автомобильный транспорт приходится около 93 % всего наземного транспорта страны. В Шри-Ланке 12 000 км дорог класса А и В. Самая высокая концентрация дорожной сети — на юго-западе страны, в районах недалеко от Коломбо.
Многие дороги страны — довольно узкие и находятся в плохом состоянии. Однако, дороги класса А и основные дороги вокруг Коломбо имеют хорошее асфальтовое покрытие и дорожную разметку.
На 1998 год в стране было 11 285 км дорог, 10 721 км из них — с покрытием.
Главным видом общественного транспорта в стране являются автобусы, которые обслуживаются компанией SLTB (Sri Lanka Transport Board).

## Порты

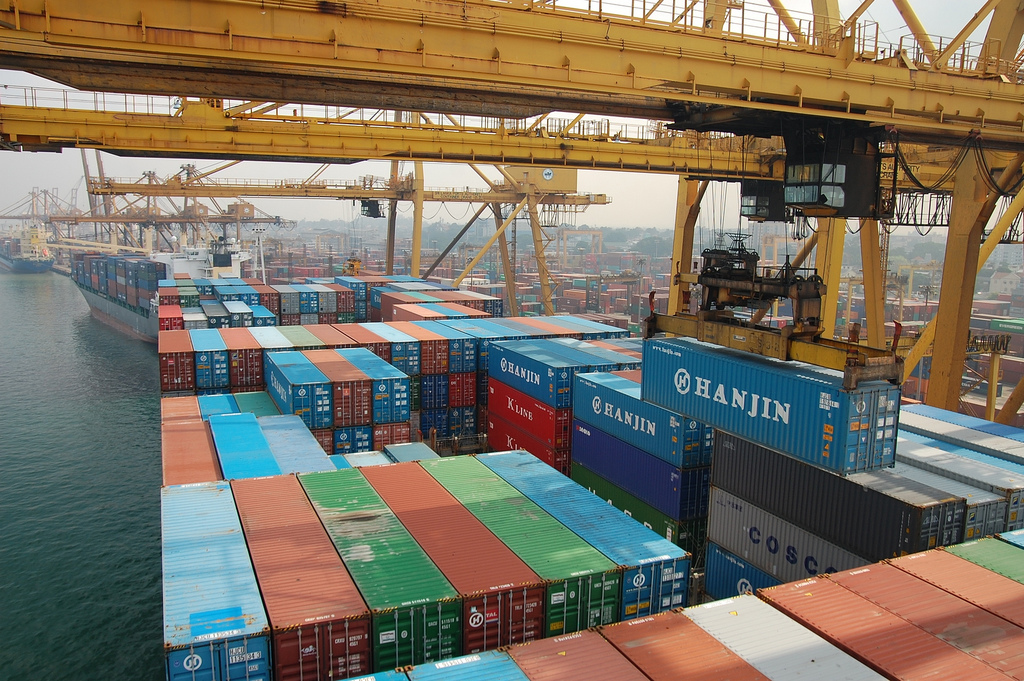
Порт Коломбо

В стране 3 глубоководных порта: Коломбо, Галле и Тринкомали, из которых больший грузооборот занимает Коломбо. Существует также порт в бухте Канкесантурай, к северу от Джафны, но он доступен лишь для судов с относительно небольшим водоизмещением. В стадии строительства находится порт в городе Хамбантота, порт Коломбо также расширяется.

## Авиационный транспорт
Единственный международный аэропорт Шри-Ланки — Бандаранаике (Bandaranaike International Airport) расположен в городе Катунайаке, в 35 км к северу от Коломбо. Национальная авиакомпания — SriLankan Airlines. Всего в стране 14 аэропортов.